# La Rasa (Burics)
La Rasa és un torrent afluent per l'esquerra de la Rasa de Font Caneleta.
Neix a vessant sud del Tossal del Piu, al sud de la carretera LV-3002 poc abans de la cruïlla de la variant oest que mena al Miracle. Des del seu naixement pren la direcció cap al sud tot passant a tocar de les masies de Burics i Sorribes per la banda de llevant.

## Termes municipals que travessa
La Rasa transcorre íntegrament pel terme municipal de Pinós (Solsonès)

## Xarxa hidrogràfica
La xarxa hidrogràfica de La Rasa està constituïda per 3 cursos fluvials que sumen una longitud total de 2.625 m.

### Distribució municipal
El conjunt de la xarxa hidrogràfica de La Rasa transcorre íntegrament pel terme municipal de Pinós.